# National Geographic Wild
Pour les articles homonymes, voir National Geographic Wild (Canada) et National Geographic Wild (France).
National Geographic Wild est une chaîne de télévision spécialisée internationale. Sa programmation est constituée de documentaires sur la vie sauvage, la défense et la protection de l'environnement et les animaux. Elle est éditée par National Geographic Channels International dans 30 pays.

## France
Lancée en France le 9 septembre 2008, la chaîne est diffusée sur Canalsat (canal 116), Numericable (canal 145) et depuis 2014 sur Free (canal 61) et sur SFR (canal 177). Sur la  TV d’Orange, elle l'a été jusqu'au 15 mai 2019.

## Canada
La chaîne canadienne a été lancée le 7 mai 2012 et est contrôlée par Corus Entertainment.

## Programmes
La chaîne diffuse des documentaires inédits et des émissions dévoilant la beauté de la vie sauvage et la richesse de l’environnement.

### Émissions
La programmation, composée de documentaires maintes fois récompensés sur la nature originelle, donne au téléspectateur un autre regard, plus proche de celui de National Geographic et complémentaire à celui-ci. En outre, National Geographic Wild aborde aussi des thèmes liés à la préservation de la nature et à l’écologie, par exemple, l’influence des changements climatiques sur la nature.
- Animal Fight Club
- Les aventures de Brady Barr
- Bêtes de poissons
- Les hommes-requins
- Ma vie avec les lions
- Michelle ou la vie sauvage
- Jean-Michel Cousteau, les aventures de l'océan
- Enquêtes prédateurs'
- Ma vie avec les tigres
- Snakes in the city
- Superanimal
- La clinique des animaux exotiques
- Le stromboli
- Mordu de petites bêtes
- Mon ami Casey
- Dog Town
- L'incroyable Dr Pol
- Cesar 911
- Prédateurs d’Afrique
- Destination wild

## Identité visuelle

### Logos

Logo de NAT GEO WILD (De 2010 à 2018)
Logo de NAT GEO WILD HD (De 2010 à 2018)
Logo de National Geographic Wild (Depuis 2018)